# Jordan Tucker
Pour les articles homonymes, voir Tucker.
Jordan Lewis Tucker, né le 3 avril 1998 à White Plains dans la ville de New York aux États-Unis, est un joueur américain de basket-ball évoluant au poste d'ailier.

## Biographie

### Carrière universitaire
Entre 2017 et 2018, il joue pour les Blue Devils de Duke à l'université Duke.
Entre 2018 et 2020, il joue pour les Bulldogs de Butler à l'université Butler.
Le 23 mai 2020, il quitte l'université et annonce sa candidature pour la draft 2020 de la NBA.

### Carrière professionnelle

#### Bulls de Windy City (2021 - jan. 2022)
Le 18 novembre 2020, automatiquement éligible à la draft 2020 de la NBA, il n'est pas sélectionné.
Après une saison 2020-2021 où il n'a pas joué, il signe, le 25 octobre 2021, en G-League avec les Bulls de Windy City. Le 17 janvier 2022, il est libéré de son contrat.

#### Vipers de Rio Grande Valley (jan. 2022)
Le 24 janvier 2022, il rejoint l'équipe de G-League des Vipers de Rio Grande Valley. Le 31 janvier 2022, il est libéré de son contrat.
Le 24 mars 2022, il rejoint l'équipe de G-League du Skyforce de Sioux Falls.
En juillet 2022, il participe à la NBA Summer League de Las Vegas avec les Timberwolves du Minnesota.

#### KK Feniks 2010 (2022–2023)
Le 26 novembre 2022, il signe avec l'équipe macédonienne du KK Feniks 2010.

#### BC Chernomorets (2023)
Le 15 janvier 2023, il signe avec l'équipe bulgare des Chernomorets Burgas (en).
En juillet 2023, il participe aux NBA Summer Leagues de Las Vegas et de Salt Lake City avec les 76ers de Philadelphie.

#### Chorale de Roanne (2023-2024)
Le 21 juillet 2023, il signe un contrat avec l'équipe française de la Chorale de Roanne.

## Statistiques

### Universitaires
Les statistiques de Jordan Tucker en matchs universitaires sont les suivantes :
| Saison    | Équipe   | Matchs | Titul. | Min./m | % Tir | % 3pts | % LF | Rbds/m. | Pass/m. | Int/m. | Ctr/m. | Pts/m. |
| --------- | -------- | ------ | ------ | ------ | ----- | ------ | ---- | ------- | ------- | ------ | ------ | ------ |
| 2017-2018 | Duke     | 2      | 0      | 7,0    | 50,0  | 50,0   | 50,0 | 0,50    | 0,00    | 0,00   | 0,00   | 3,00   |
| 2018-2019 | Butler   | 24     | 9      | 22,1   | 35,8  | 37,0   | 82,6 | 4,12    | 0,75    | 0,46   | 0,08   | 9,67   |
| 2019-2020 | Butler   | 30     | 5      | 22,8   | 35,7  | 35,7   | 79,1 | 3,77    | 0,73    | 0,27   | 0,17   | 8,87   |
| Carrière  | Carrière | 56     | 14     | 22,0   | 35,9  | 36,4   | 80,0 | 3,80    | 0,71    | 0,34   | 0,12   | 9,00   |